# آ (کنتاکی)
آ (به انگلیسی: Awe) یک منطقهٔ مسکونی در ایالات متحده آمریکا است که در شهرستان لویس، کنتاکی واقع شده‌است. آ ۲۸۱٫۰۳ متر بالاتر از سطح دریا واقع شده‌است.